# Krupinica
Die Krupinica (deutsch Karpfenbach, ungarisch Korpona) ist ein 65 km langer Fluss in der Mitte der Slowakei und ein rechter Nebenfluss des Ipeľ.
Der Fluss entspringt im Gebirge Javorie am Westhang des Berges Veľký Lysec (886 m n.m.) im Gebiet der Gemeinde Pliešovce und fließt Richtung Süden in einem Halbkreis um Pliešovce, wo der Fluss nach Westen wendet, bevor er endgültig hinter Babiná wieder nach Süden fließt. Sie durchfließt die Stadt Krupina und bildet hier die Grenze zwischen den Schemnitzer Bergen und der Krupinská planina (Karpfener Hochebene), bevor sie weiter durch die Krupinská planina verläuft. Bei Plášťovce nimmt sie die Litava, seinen größten Zufluss zu, bevor sie westlich der Stadt Šahy in den Fluss Ipeľ mündet.